# Sony α850
Sony α850 (oznaczenie fabryczne DSLR-A850) – druga pełnoklatkowa, profesjonalna lustrzanka cyfrowa (ang. DSLR, Digital Single Lens Reflex Camera), produkowana przez japońską firmę Sony. Jej premiera miała miejsce w sierpniu 2009 roku. Posiada matrycę o rozdzielczości 24,6 megapikseli.
Jest bliźniaczym modelem sony α900. Różni się od niego inną fakturą obudowy (inny rodzaj pokrycia  magnezowego szkieletu), szybkością serii (3 vs 5 kl/s), pokryciem wizjera i sposobem naniesienia inskrypcji na przyciskach.